# Pomacentrus trilineatus
Pomacentrus trilineatus là một loài cá biển thuộc chi Pomacentrus trong họ Cá thia. Loài này được mô tả lần đầu tiên vào năm 1830.

## Từ nguyên
Từ định danh được ghép bởi hai âm tiết trong tiếng Latinh: tri ("ba") và lineatus ("có dải sọc"), hàm ý đề cập đến 3 (đôi khi là 4–5) vệt sọc xanh óng trên đỉnh đầu của cá con, ngược ra sau gáy và dọc vây lưng.

## Phân bố và môi trường sống
Từ Biển Đỏ, P. trilineatus được ghi nhận dọc theo bờ biển bán đảo Ả Rập, phía nam trải dài dọc theo bờ biển Đông Phi đến Mozambique, bao gồm đảo quốc Madagascar và Seychelles. P. trilineatus sống gần các rạn san hô và mỏm đá ngầm ở độ sâu đến 4 m.

## Mô tả
Chiều dài lớn nhất được ghi nhận ở P. trilineatus là 10 cm. Cá trưởng thành có nhiều biến dị kiểu hình về màu sắc: nâu phớt vàng, nâu sẫm hoặc xám xanh lam; vảy cá có viền đen. Cuống và vây đuôi thường có màu nhạt hơn thân. Đốm đen viền xanh óng ở sát gốc sau của vây lưng, ngay cuống đuôi trên (xuất hiện ở cả cá con). Cá con có màu vàng với hai sọc xanh óng trên đầu và dọc gốc vây lưng với đốm đen lớn viền xanh ở ngay sau vây lưng.
Số gai ở vây lưng: 13; Số tia vây ở vây lưng: 14–16; Số gai ở vây hậu môn: 2; Số tia vây ở vây hậu môn: 14–16; Số tia vây ở vây ngực: 17–18; Số gai ở vây bụng: 1; Số tia vây ở vây bụng: 5; Số lược mang: 25–31; Số vảy đường bên: 16–19.

## Sinh thái học
Thức ăn của P. trilineatus bao gồm tảo và các loài động vật phù du. Cá đực có tập tính bảo vệ và chăm sóc trứng.